# Ronnie Earl
Ronnie Earl, nato Ronald Horvath (Queens, 10 marzo 1953), è un chitarrista statunitense.

## Biografia
Nato nel Queens (New York), si è formato a Boston.
Nel 1979 è diventato chitarrista della band Roomful of Blues.
Nel 1984 ha formato una sua band chiamata The Broadcasters, con cui pubblica numerosi album nel corso degli anni seguenti. La prima formazione del gruppo comprendeva Darrell Nulisch (cantante), Jerry Portnoy (armonica), Steve Gomes (basso) e Per Hanson (batteria). Il gruppo ha pubblicato il primo album Soul Searchin nel 1988.
Per quattro volte (1997, 1999, 2014, 2018) ha vinto il premio Blues Music Award come chitarrista dell'anno. È stato Professore Associato di chitarra al Berklee College of Music. 

## Discografia

### Album in studio
- 1983 – Smokin'
- 1984 – They Call Me Mr. Earl
- 1986 – I Like It When It Rains
- 1988 – Soul Searching
- 1990 – Peace of Mind
- 1991 – Surrounded by Love
- 1993 – Still River
- 1994 – Language of the Soul
- 1995 – Grateful Heart: Blues and Ballads
- 1996 – Eye to Eye - con Pinetop Perkins
- 1997 – The Colour of Love
- 2000 – Healing Time
- 2001 – Ronnie Earl and Friends
- 2003 – I Feel Like Goin' On
- 2004 – Now My Soul
- 2005 – The Duke Meets the Earl - con Duke Robillard
- 2007 – Hope Radio
- 2009 – Living in the Light
- 2010 – Spread the Love
- 2014 – Good News
- 2015 – Father's Day
- 2016 – Maxwell Street
- 2017 – The Luckiest Man
- 2019 – Beyond The Blue Door[1]
- 2020 – Rise Up
- 2022 – Mercy Me

### Album dal vivo
- 1995 – Blues Guitar Virtuoso – Live in Europe
- 2013 – Just for Today

### Raccolte
- 1985 – Deep Blues
- 1992 – Test of Time: A Retrospective
- 1997 – Plays Big Blues
- 2006 – Heart and Soul: The Best of Ronnie Earl[2]